# Panurginus montanus
Panurginus montanus är en biart som beskrevs av Giraud 1861. Panurginus montanus ingår i släktet bergsbin, och familjen grävbin. Inga underarter finns listade i Catalogue of Life.
Panurginus montanus har i motsats till Panurginus herzi på den sjätte bröstskölden långa bakåtriktade hår. Huvudet är från framsidan ungefär lika brett som högt.
Arten förekommer främst i Alperna i Frankrike, Italien, Schweiz och Österrike. Kanske når den fram till Tyskland och Polen. Informationer angående artens ekologi är fåtaliga. Panurginus montanus hittas vanligen mellan 1600 och 2200 meter över havet men den når lägre regioner. Exemplaren besöker blommor av olika växter.
Det är inget känt om populationens storlek och möjliga hot. IUCN listar arten med kunskapsbrist (DD).